# Чон-Гара

Чон-Гара (также Северный Сох или Калача) — село в Сохском районе Ферганской области республики Узбекистан. Занимает территорию эксклава Северный Сох, по правому берегу реки Сох. Население занимается преимущественно рисоводством и скотоводством. Эксклав является камнем преткновения в киргизско-узбекских отношениях, особенно после нашествия исламистских боевиков в 1999 году. Границы эксклава были заминированы узбекской стороной, отчего до сих пор продолжает гибнуть мирное население, особенно пастухи.